# De Locis Theologicis
De Locis Theologicis es una obra teológica escrita en latín por el dominico español Melchor Cano en el siglo XVI. Publicada póstumamente en 1563, esta obra es considerada un hito en la metodología teológica y un tratado fundamental en la epistemología de la teología escolástica. Se trata de un tratado metodológico que establece los principios y fuentes de la teología, proporcionando un marco sistemático para la argumentación teológica. Este libro es considerado una contribución clave en el desarrollo de la teología como disciplina científica dentro de la tradición escolástica.

## Autor y contexto histórico
Melchor Cano (1509-1560) fue un influyente teólogo y filósofo español perteneciente a la Orden de Predicadores (dominicos). Fue discípulo de Francisco de Vitoria y se desempeñó como profesor en la Universidad de Salamanca. Su obra surge en un contexto de renovación teológica dentro del catolicismo, en un período marcado por la Reforma Protestante y la respuesta de la Iglesia Católica a través del Concilio de Trento. Cano, con De Locis Theologicis, buscó fortalecer la teología católica mediante una metodología rigurosa y basada en fuentes legítimas de autoridad.

## Estructura y contenido
La obra está organizada en doce libros en los que Cano clasifica y analiza las fuentes del conocimiento teológico, denominadas "lugares teológicos" (loci theologici). Se inspira en la obra De inventione dialectica, que es una obra de filosofía escrita por Rodolphus Agricola en 1479. 
Los libros proyectados en la introducción son:
1. Los lugares teológicos: Introducción a las fuentes de la teología.
2. La autoridad de la Sagrada Escritura: La Biblia como fundamento de la doctrina cristiana.
3. Las tradiciones apostólicas: La transmisión oral de la doctrina de Jesucristo.
4. La autoridad de la Iglesia universal: El papel de la Iglesia como depositaria de la verdad revelada, principalmente, representada por la opinión de los obispos.
5. La autoridad de los concilios: Las decisiones y decretos de los Concilios Ecuménicos.
6. La autoridad de la Iglesia romana: La enseñanza infalible del Papa.
7. La autoridad de los santos antiguos: La enseñanza y testimonio de los Padres de la Iglesia.
8. La autoridad de los doctores escolásticos: La contribución de los grandes teólogos cristianos; y de los juristas en materia de costumbres.
9. Argumentos de razón natural: El conocimiento deducido por la razón humana.
10. La autoridad de los filósofos: Las opiniones más relevantes y el consenso de los filósofos.
11. La autoridad de la historia humana: La historia como testimonio del desarrollo humano.
12. El uso de los lugares teológicos en la disputa escolástica: Aplicación práctica en la argumentación teológica.
13. (No realizado) La interpretación de la Escritura: Este libro, proyectado por Cano, estaba destinado a abordar la correcta interpretación de la Biblia dentro del marco teológico.
14. (No realizado) Sobre el tipo de argumento en disputas teológicas: Este último libro tenía la intención de exponer los métodos adecuados de argumentación contra los herejes, los judíos, los musulmanes y los paganos.

A través de un análisis detallado de estos lugares teológicos, Cano proporciona una metodología estructurada para la argumentación teológica, diferenciando entre fuentes de autoridad divina y humana. 
Los siete primeros lugares son propios de la teología. Los dos primeros, la Sagrada Escritura y la Tradición, se consideran “constitutivos” de la teología, ya que forman su fundamento esencial: el conocimiento revelado. Los cinco siguientes, que abordan distintos aspectos de la Iglesia, cumplen una función que los hace “explicativos o interpretativos” de la revelación dentro del ámbito teológico. Finalmente, los tres últimos, tradicionalmente descritos como “ajenos” de la teología, podrían entenderse mejor como fuentes compartidas entre la teología y el pensamiento humano en general, donde la fe no es necesaria para conocerlos. 

## Importancia y Legado
De locis theologicis tuvo una gran influencia en la teología posterior y en la formulación del método teológico dentro del catolicismo. Su énfasis en la argumentación racional y en la sistematización de las fuentes teológicas ayudó a estructurar el pensamiento teológico posterior, dando lugar a una distinción más precisa entre teología positiva y teología especulativa. La obra también sirvió como referencia para la metodología teológica adoptada en seminarios y universidades católicas.
Melchor Cano, con De locis theologicis, estableció un modelo metodológico para la teología que sigue siendo relevante en la actualidad. Su clasificación de las fuentes teológicas y su énfasis en la racionalidad en el análisis de la fe contribuyeron a la consolidación de la teología como una disciplina rigurosa dentro de la tradición católica.
La primera traducción al español de De locis theologicis de Melchor Cano fue publicada en 2006 por la Biblioteca de Autores Cristianos (BAC), en conmemoración del V centenario del nacimiento del autor. Esta edición, dirigida y coordinada por el profesor Juan Belda Plans, especialista en Historia de la Teología del siglo XVI español, ofrece una traducción acompañada de abundantes notas críticas y referencias a fuentes teológicas y clásicas. La obra incluye una amplia introducción histórica y teológica a cargo del mismo profesor, proporcionando un contexto detallado para la comprensión del tratado.